# Bundeskriminalamt (Germania)

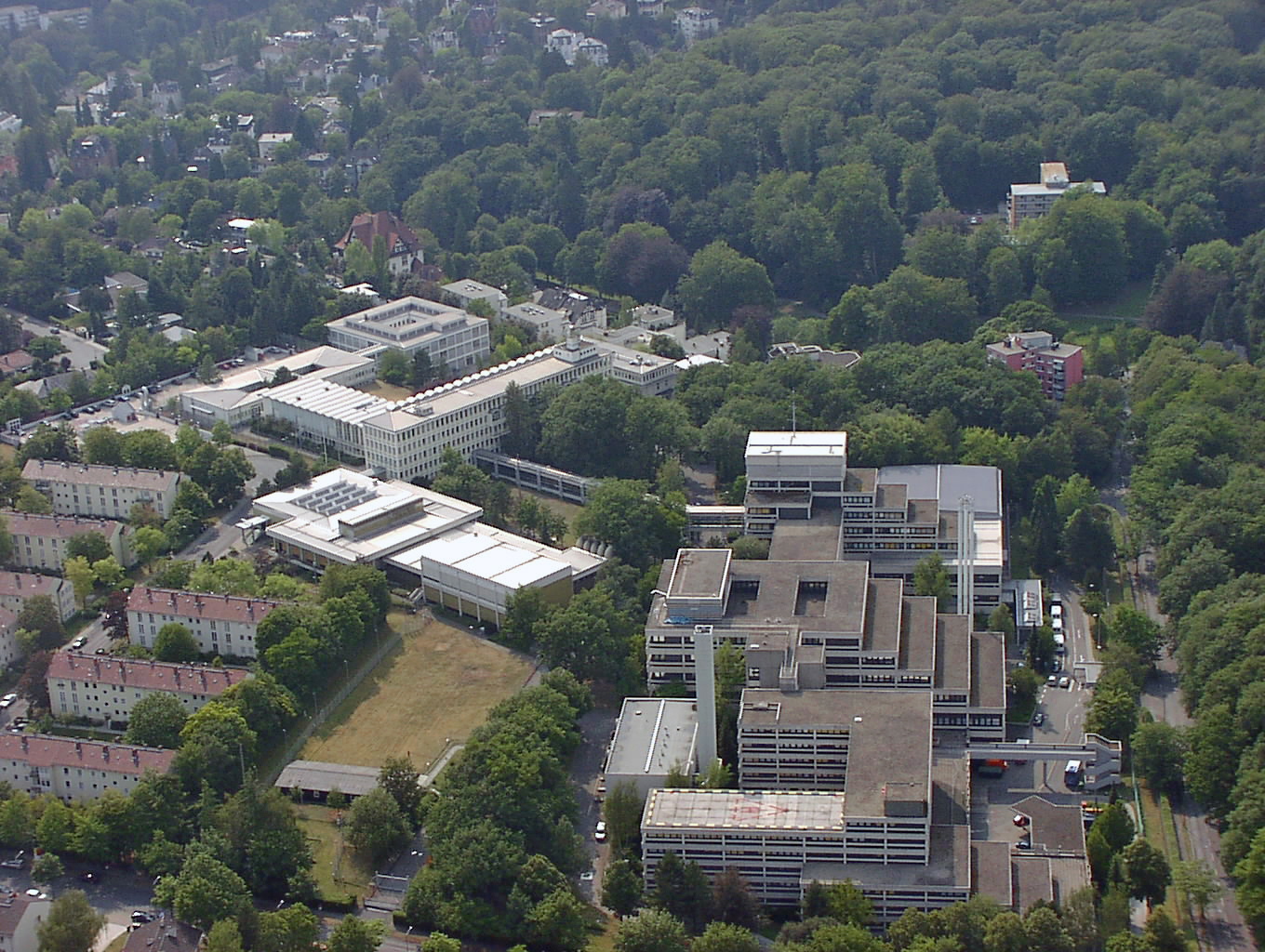
Sede BKA a Wiesbaden

Il Bundeskriminalamt (BKA, Ufficio federale della polizia criminale) è un'agenzia federale di polizia ed intelligence tedesca sotto responsabilità del Ministero dell'interno.
Ha sede a Wiesbaden, in Assia, con uffici a Berlino e Bonn. Il suo scopo principale è quello di investigare casi di criminalità organizzata, terrorismo e altre minacce su suolo nazionale.
È inoltre attiva nella protezione del presidente e dei membri del parlamento nonché in operazioni di intelligence su scala internazionale.

## Storia
Il Bundeskriminalamt è stato istituito nel 1951. Ha sede a Wiesbaden, nel Lander dell'Assia.
La polizia tedesca in generale è – per definizione della costituzione tedesca – organizzata a livello di Länder tedeschi (ad es. Polizia del Nord Reno-Westfalia, Polizia bavarese, Polizia di Berlino). Le eccezioni riguardano la Bundespolizei, la Bundeskriminalamt (BKA) e la Polizia del Bundestag. Per ragioni storiche tutte queste forze di polizia federali hanno una giurisdizione legale specifica e limitata. Questo perché dopo la seconda guerra mondiale si decise che non ci sarebbe stata un'altra forza di polizia onnipotente come il Reichssicherheitshauptamt (composto da Gestapo, Sicherheitsdienst e Reichskriminalpolizeiamt).

## Compiti
I compiti della Bundeskriminalamt sono:
- coordinare le attività investigative tra le polizie degli stati federati tedeschi e le autorità estere;
- schedare e analizzare i crimini ed i criminali più importanti del paese;
- proteggere i testimoni;
- investigare su casi di terrorismo, crimini di matrice politica e altre azioni delittuose riguardanti: armi, droga, finanza ed economia;
- crimini sessuali riguardanti i minori.

È membro dell'Istituto europeo per le norme di telecomunicazione (ETSI).

## Organizzazione
Il BKA è guidato dal presidente e da tre (fino al 2020 solo due) vicepresidenti. Il presidente del BKA è un funzionario politico, nominato dal presidente federale su raccomandazione del ministro federale dell'Interno. Il ministro federale dell'Interno può sostituire anticipatamente il presidente.
Il presidente del BKA è retribuito secondo la fascia salariale B 9 e i vicepresidenti secondo la fascia salariale B 6.
Il 1º aprile 2020 Martina Link è diventata la prima vicepresidente donna del BKA.

### Presidenti
- Max Hagemann (1951–1952)
- Hanns Jess (1952–1955)
- Reinhard Dullien (1955–1964)
- Paul Dickopf (1965–1971)
- Horst Herold (1971 – marzo 1981)
- Heinrich Boge (marzo 1981–1990)

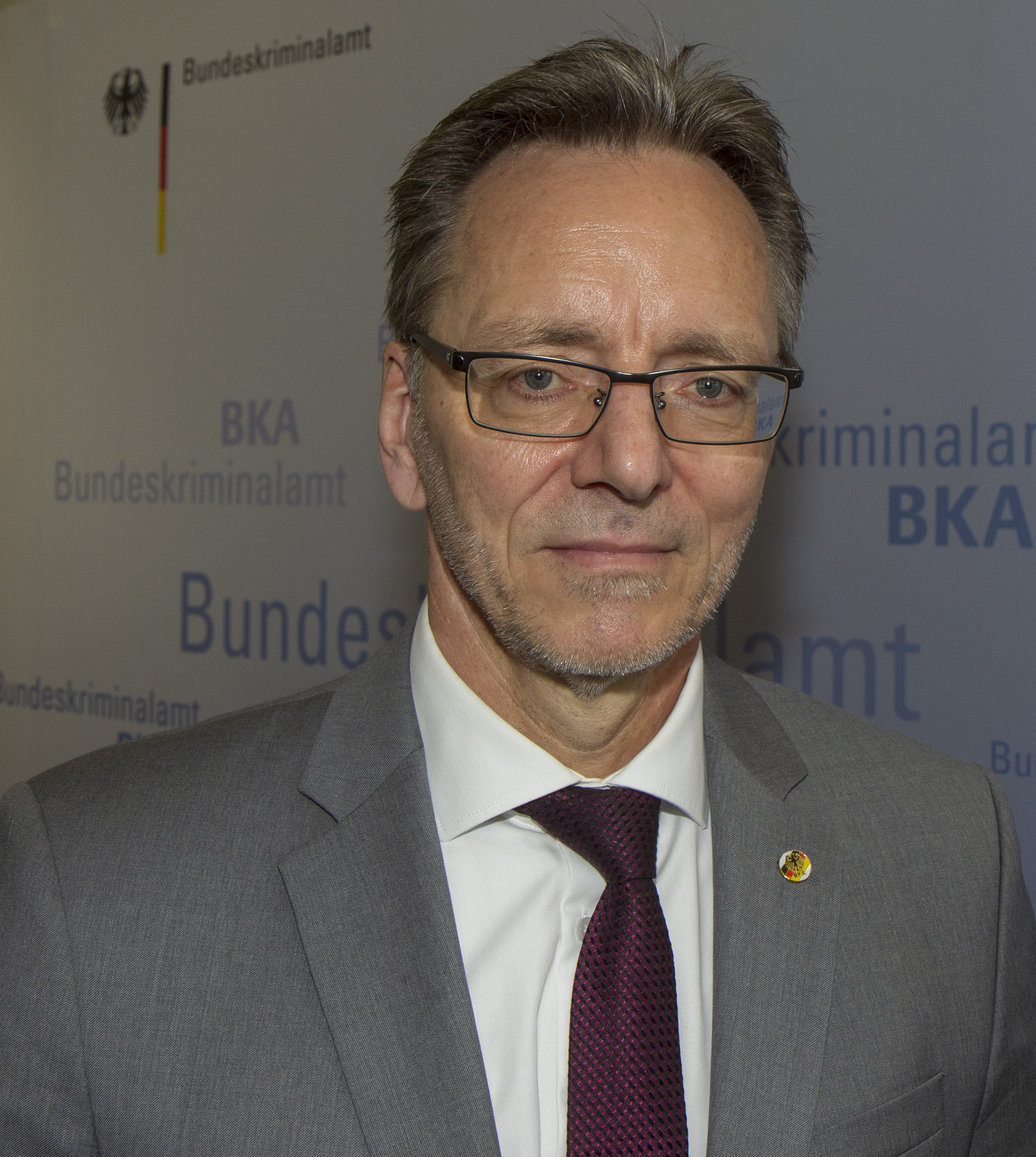
Il presidente Holger Münch (2019)

- Hans-Ludwig Zachert (1990 – aprile 1996), già vicepresidente dal 1987 al 1990
- Klaus Ulrich Kersten (aprile 1996 – febbraio 2004)
- Jörg Ziercke (26 febbraio 2004 – novembre 2014)
- Holger Münch (dal 1º dicembre 2014)

### Vicepresidenti
Vicepresidenti ad interim

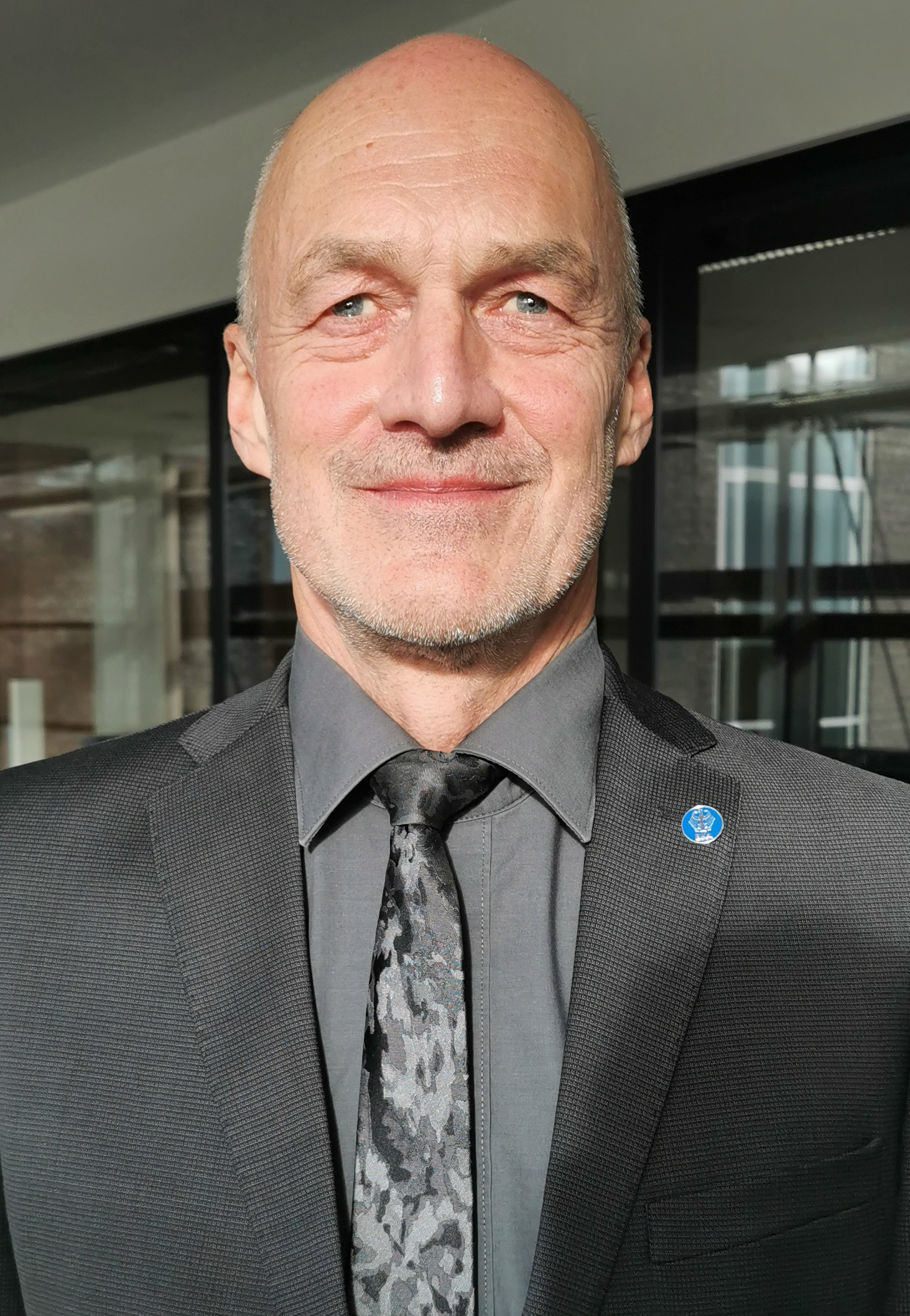
Il vicepresidente Michael Kretschmer (2022)

- Michael Kretschmer (dal marzo 2015)[4]
- Jürgen Peter (dal 1º aprile 2020)
- Martina Link (dal 1º aprile 2020)

Ex Vicepresidenti
Dopo che Rolf Holle se ne andò nel 1972, la leadership del BKA fu riorganizzata. Nel corso di questa ristrutturazione è stata istituita ufficialmente per la prima volta una posizione di "Vicepresidente", ricoperta da Werner Heinl:
- Werner Heinl (dal 1972)
- Reinhardt Rupprecht (dal 1976)[5]
- Günter Ermisch (1978–1981)[6]
- Herbert Tolksdorf (1981[6] – 1983)
- Gerhard Boeden (1983–1987)
- Gerhard Köhler (1990–1993)
- Bernhard Falk (1993–2010)
- Rudolf Atzbach (2003–2004)[7]
- Jürgen Stock (2004–2014)
- Jürgen Maurer (2010–2013)[8]
- Peter Henzler (2013–2020)

## Casi e indagini
- Rote Armee Fraktion
- Incidente di Eschede (DVI-Team)
- Terremoto e maremoto dell'Oceano Indiano del 2004 (DVI-Team)
- Piano di attentato del 2007 in Germania (il cosiddetto "Gruppo Sauerland")
- Delitti del Nationalsozialistischer Untergrund (NSU)
- Attentato di Berlino del 19 dicembre 2016
- Attentato al pullman della squadra del Borussia Dortmund